# Desanka Šijaković
Desanka Šijaković (rođena Nenezić) (Borovo 20. veljače 1932. godine - Borovo 5. srpnja 2017. godine), pjesnikinja

## Životopis
Poezijom se počela baviti u ranoj mladosti. Pisala je pjesme za djecu, ali i odrasle. Radila je u vukovarskom tekstilnom gigantu Vuteksu, u čijem je tvorničkom listu često objavljivala svoje pjesme. Pored Vuteksovog lista, njezina djela su objavljivale i Vukovarske novine i Glas Slavonije, a bila je zastupljena i u zajedničkoj zbirci pjesama pjesnika s vukovarskog područja "Vidovdan u liri". U mirovinu je otišla 1982. godine, ali je i nakon toga bila aktivna u različitim segmentima društvenog života Borova i okolice. Nosilac je brojnih priznanja među kojima su "Orden rada" i "Medalja rada".

## Djela
- "Moje detinjstvo" - zbirka pjesama za djecu
- "Lepo je voleti" - zbirka pjesama za djecu
- "Devojčica i trešnje" - zbirka pjesama za djecu
- "Pesme tihe nostalgije" - zbirka pjesama